# 格威内德龙属
格威內德龍（學名：Gwyneddosaurus）屬於原龍目長頸龍科，是種水生爬行動物。化石發現於美國賓州東部蒙哥馬利縣的一個頁岩層，屬於Lockatong組，年代為三疊紀晚期。
化石包含顱骨碎片、數節脊椎、肋骨、腹肋、部分肩帶與骨盆、以及數個四肢骨頭。正模標本（編號15072），是由Wilhelm Bock的四歲兒子所發現。股骨的長度只有2.3公分，Wilhelm Bock估計該標本的生前身長為23公分。
格威內德龍是在1945年由Wilhelm Bock命名，當時屬於虛骨龍類恐龍，是快足龍的近親。休尼在1948年將牠們歸類到原龍類（Protorosauria），成為最小的原龍類，並是巨踝足龍的近親。在1970年，R. Steel將格威內德龍分類於獸腳亞目。在1986年，P.E. Olsen與D. Baird提出這些化石是個嵌合體，由腔棘魚類與塔尼龍的化石所構成。在1989年，P.E. Olsen與D. Baird修正原本的意見，大部分化石來自於塔尼龍，而其他化石可能屬於腔棘魚類。這將使得格威內德龍成為塔尼龍的次異名，雖然塔尼龍的命名年代較晚，但化石較為完整，所以成為保留名稱。